# 吴村站
吴村站是一个京沪线上的铁路车站，位于山东省曲阜市吴村镇，建于1911年，目前为四等站，邮政编码为273110。目前客运：办理旅客乘降；行李、包裹托运；货运：办理整车货物发到；危险货物仅办理农药、化肥发到。